# Алакамизи
Алакамизи (на малгашки: Alakamisy) е община (каоминина) в Мадагаскар, провинция Антанариву, регион Вакинанкарача, окръг Анцирабе II.
Населението на общината през 2001 година е 7751 души.